# Andrzej Turowicz
Andrzej Turowicz OSB (ur. 28 października 1904 w Przeworsku, zm. 25 listopada 1989 w Krakowie) – polski matematyk, benedyktyn (przyjął imię Bernard) i kapłan katolicki.

## Życiorys
W 1946 roku otrzymał stopień doktora filozofii na Uniwersytecie Jagiellońskim, na podstawie rozprawy O funkcjonałach multiplikatywnych ciągłych (Annales Polonici Mathematici, XX, 1947). W 1963 roku uzyskał stopień doktora habilitowanego, a w 1969 roku został profesorem nadzwyczajnym w Instytucie Matematycznym PAN. Jego prace dotyczyły różnych tematów jak:
- równania różniczkowe,
- analiza funkcjonalna,
- algebra,
- teoria sterowania i automatycznej regulacji,
- rachunek prawdopodobieństwa,
- logika matematyczna,
- teoria gier,
- analiza numeryczna.

Jego młodszym bratem był Jerzy Turowicz.

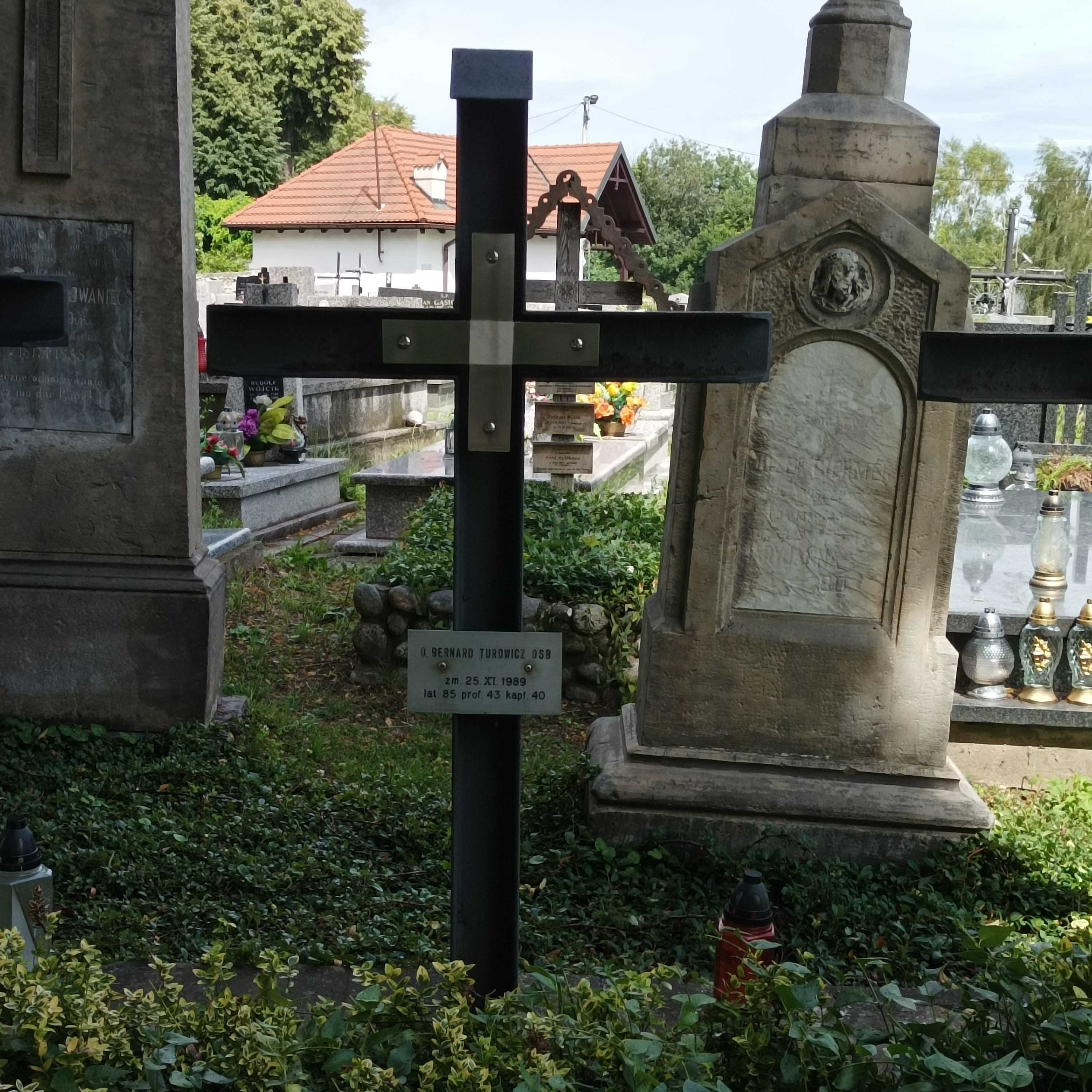
Grób o. Bernarda Turowicza na tynieckim cmentarzu parafialnym

## Prace
- Teoria wyznaczników i macierzy z zastosowaniem do teorii równań liniowych i form 1 i 2 stopnia (Kraków 1949, nakładem Kółka Matematyczno-Fizycznego Uniwersytetu Jagiellońskiego)
- Geometria zer wielomianów (Warszawa 1967, Wydawnictwo Naukowe PWN)
- Reguła Mistrza, Reguła św. Benedykta (przekł. Tomasz M. Dąbek, Bernard Turowicz). Tyniec – Wydawnictwo Benedyktynów, Kraków 2006.